# 橙黄杜鹃
橙黄杜鹃（学名：Rhododendron citriniflorum），为杜鹃花科杜鹃花属下的一个变种。

## 扩展阅读
維基物種上的相關：橙黄杜鹃